# Sanderau
Die Sanderau ist der am dichtesten besiedelte Würzburger Stadtbezirk. Die Sanderau, früher Sander Viertel genannt, entstand nach der Aufhebung der Festungseigenschaft für das rechtsmainische Würzburg im Jahr 1856 und ist deshalb der älteste Stadtteil außerhalb der früheren Stadtmauer. Der Stadtteil ist aufgrund seiner Nähe zur Innenstadt bei Senioren und seiner Nähe zur juristischen und wirtschaftswissenschaftlichen Fakultät der Julius-Maximilians-Universität Würzburg und zur Hochschule für angewandte Wissenschaften Würzburg-Schweinfurt insbesondere bei Studenten beliebt.

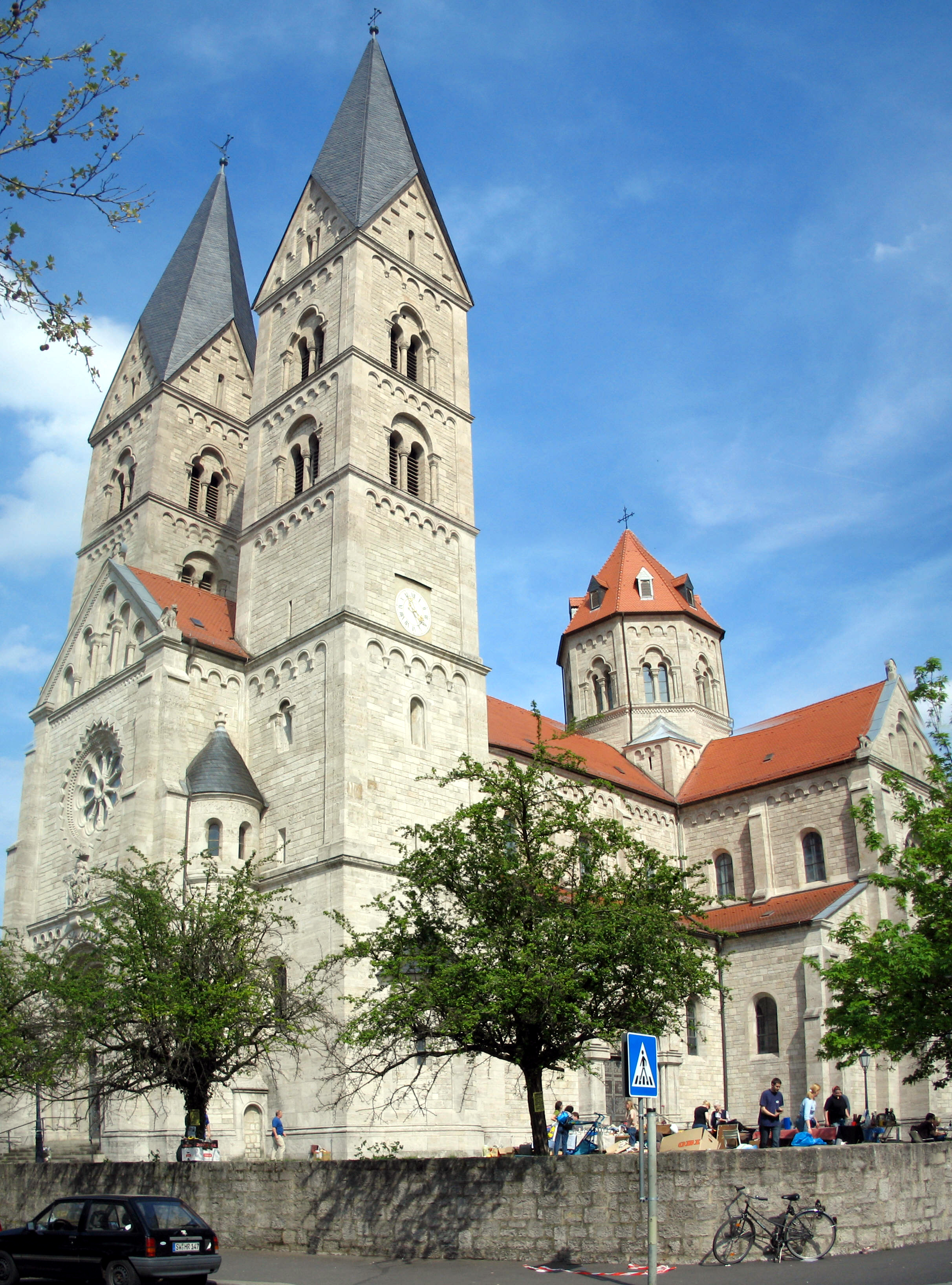
Blick auf die Adalberokirche

Der Stadtteil besitzt eine gute Infrastruktur und ist im Hinblick auf die Nahversorgung gut ausgestattet. Die Sanderau ist mit der Innenstadt (seit 1892 bereits durch eine Pferdebahn) und weiteren Ortsteilen über zwei Straßenbahnlinien verbunden. Daneben gibt es sieben Buslinien. Außerdem liegen in dem Stadtbezirk einer der beiden Betriebshöfe der WVV und der Bahnhof Würzburg Süd der Deutschen Bahn.
Kennzeichen der Sanderau sind vor allem Freizeit- und Erholungsmöglichkeiten wie das Schwimmbad Sandermare oder der Sportplatz Sanderrasen mit einer Laufbahn. Im südlichen Teil des Stadtbezirks gibt es außerdem eine Freizeitanlage mit Bolzplatz an der Stettiner Straße sowie die Sportanlage Feggrube am Heiner-Dikreiter-Weg. Vor allem im Sommer gerne aufgesucht werden die Liegewiesen, Grillplätze und Spielplätze unterhalb des Theodor-Heuss-Damms unmittelbar am Main. Ein Anziehungspunkt ist auch der Stadtstrand, der von Mitte April bis Mitte September seit Anfang des 21. Jahrhunderts am Ludwigkai aufgebaut ist. Mit dem Graf-Luckner-Weiher am Stadtrand hat die Sanderau seit 1980 ein Gewässer, das speziell für den Modellsport angelegt wurde. Die Sanderau grenzt außerdem im Norden an der Grünanlage Ringpark an.
Ein beeindruckendes Bauwerk ist die Adalberokirche, die 1899 im neoromanischen Stil erbaut wurde, um den römisch-katholischen unter den damals etwa 9.900 Einwohnern (etwa 14 Prozent der Stadtbevölkerung Würzburgs) dieses Stadtteils eine angemessene Kirche zu geben. Bereits 1874 wurde ein Kirchenbauerverein für die Sanderau geschaffen, eine Pfarreigründung erfolgte aber erst 1914. Auch die neuere evangelisch-lutherische Gnadenkirche sowie die ebenfalls katholische Kirche St. Andreas befinden sich in der Sanderau. Darüber hinaus sehenswert sind das Huttenschlösschen in der Sanderglacistraße und das Ehehaltenhaus mit St. Nikolaus-Kapelle in der Virchowstraße (In der Nähe des Ehehaltenhauses befand sich im 14. Jahrhundert vor dem Sander Tor ein von Weinhgärten umgebenes, dem Patronat des heiligen Nikolaus unterstelltes Siechenhaus, genannt leprosorium im Sande). „Im Sande“ befand sich auch eine im 12. Jahrhundert entstandene Niederlassung des Johanniterordens, die das ehemalige St. Oswaldspital erhalten hatten und es als Johanniterspital (St. Johannesspital) weiterführten. Dieses Spital, vor allem für Pilger, aber wohl auch für Kranke, befand sich auf dem heutigen Gebiet zwischen Wirsbergstraße und Unterer Johannitergasse. In einer Badestube „zum Sand“ erleichterte 1514 die mangelhafte, ansonsten streng gehandhabte Geschlechtertrennung die Prostitution in der eigentlich zur Körperpflege und Gesundheitsförderung gedachten Einrichtung.
In diesem Stadtteil befindet sich unter anderem auch die Agentur für Arbeit sowie die tectake Arena, die u. a. für Sportveranstaltungen und Musikkonzerte genutzt wird, im Gebäude der ehemaligen Schillerschule (gebaut 1911 und 1912 erweitert) eine Außenstelle der Beruflichen Oberschule Kitzingen (bis 2013), die Klara-Oppenheimer-Schule, das 1928/29 am Sanderrasen erbaute, im November 1937 um das Dr.–Goebbels-Haus erweiterte Studentenhaus (mit Mensa) sowie der Sportverein Turngemeinde 1848 Würzburg (TGW).

## Weblinks

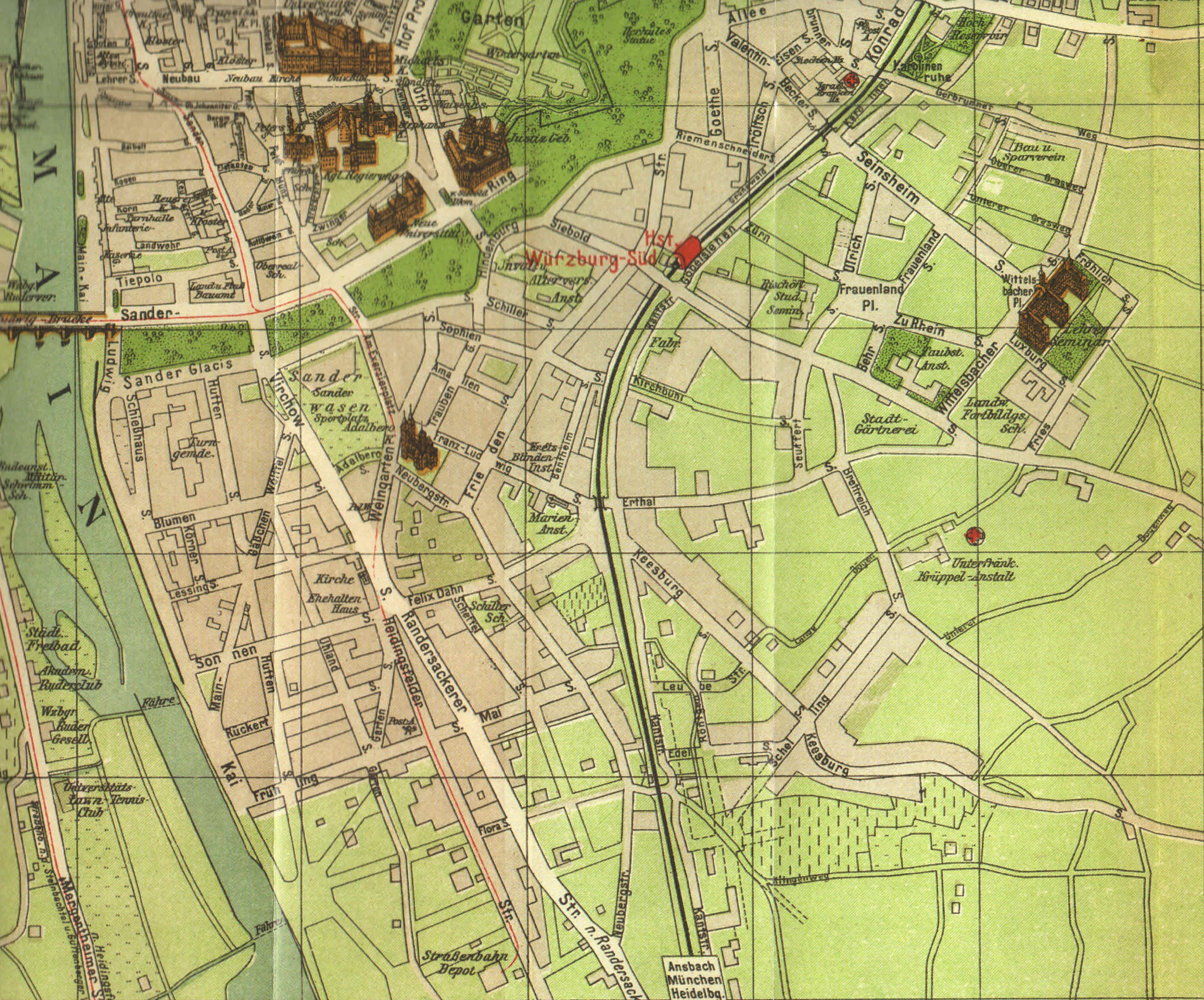
Die Würzburger Sanderau im Jahre 1921